# مقاطعة هانكوك (تينيسي)
مقاطعة هانكوك (بالإنجليزية: Hancock County, Tennessee)‏ هي إحدى مقاطعات ولاية تينيسي في الولايات المتحدة. ، وتبلغ مساحتها 579 كم2، بلغ عدد سكانها 6819 نسمة في عام 2010 حسب إحصاء مكتب تعداد الولايات المتحدة وتصل الكثافة السكانية فيها 12 نسمة/كم2.

## أعلام
- جيمي مارتن